# Мекканская сура
Мекка́нские су́ры (араб. آية مكية‎ —  мекканские аяты‎) — хронологически ранние суры Корана, ниспосланные, согласно исламской традиции, пророку Мухаммеду до хиджры. Другой тип суры — мединская сура.
Мекканские суры, как правило, по размеру короче мединских, состоят из относительно коротких аятов и располагаются, в основном, ближе к концу Корана. Большинство сур, содержащих мукатта, являются мекканскими. Подробные характеристики мекканских и мединских сур могут быть найдены здесь.
Деление сур на мекканские и мединские является, прежде всего, следствием стилистических и тематических соображений. Классификация сур по этим периодам основана на таких факторах, как длина стиха и наличие или отсутствие некоторых ключевых понятий или слов (например, ар-Рахман как имя Бога).

## Хронологический порядок мекканских сур
Один из предложенных хронологических порядков состоит из 86 сур: 96, 68, 73, 74, 1, 111, 81, 87, 92, 89, 93, 94, 103, 100, 108, 102, 107, 109, 105, 113, 114, 112, 53, 80, 97, 91, 85, 95, 106, 101, 75, 104, 77, 50, 90, 86, 54, 38, 7, 72, 36, 25, 35, 19, 20, 56, 26, 27, 28, 17, 10, 11, 12, 15, 6, 37, 31, 34, 39, 40, 41, 42, 43, 44, 45, 46, 51, 88, 18, 16, 71, 14, 21, 23, 32, 52, 67, 69, 70, 78, 79, 82, 84, 30, 29, 83
Теодор Нёльдеке предложил другой хронологический порядок, состоящий из 90 сур, распределённых по трём периодам ниспослания:
I. Поэтические суры — суры I мекканского подпериода, которые ниспосылались с первого по пятый год миссии пророка Мухаммеда. Они представлены сурами изложенными в рифмованной прозе в сжатой и выразительной форме. В поэтических сурах содержатся догматы единобожия, картины Судного дня и адских мучений грешников.

К сурам I периода относятся 48 сур: 96, 74, 111, 106, 108, 104, 107, 102, 105, 92, 90, 94, 93, 97, 86, 91, 80, 68, 87, 95, 103, 85, 73, 101, 99, 82, 81, 53, 84, 100, 79, 77, 78, 88, 89, 75, 83, 69, 51, 52, 56, 70, 55, 112, 109, 113, 114, 1.
II. Рахманские суры — суры II мекканского подпериода, которые ниспосылались пятый и шестой год миссии Мухаммеда. Он назван рахманским по одному из имён Аллаха Рахман (милостивый). В этот период появились первые сказания.

К сурам II периода относится 21 сура: 54, 37, 71, 76, 44, 50, 20, 26, 15, 19, 38, 36, 43, 72, 67, 23, 21, 25, 17, 27, 18.
III. Пророческие суры — суры III мекканского периода, которые ниспосылались начиная с седьмого года миссии Мухаммеда. На этот подпериод приходится большая часть текстов, повествующих о древних пророках

К сурам III периода относится 21 сура: 32, 41, 45, 16, 30, 11, 14, 12, 40, 28, 39, 29, 31, 42, 10, 34, 35, 7, 46, 6, 13.